# الأسلحة النووية والمملكة المتحدة
تعَد المملكة المتحدة ثالث دولة (بعد الولايات المتحدة الأمريكية والاتحاد السوفيتي) تطور أسلحة نووية وتختبرها، وهي واحدة من الخمس دول المالكة للأسلحة النووية بموجب معاهدة عدم انتشار الأسلحة النووية.
شرعت المملكة المتحدة في تنفيذ برنامج لبحث الأسلحة النووية وتطويرها في أثناء الحرب العالمية الثانية سُمي سبائك الأنابيب. في أغسطس عام 1943، دُمج البرنامج البريطاني مع مشروع مانهاتن الأمريكي في مؤتمر كيبيك. شارك علماء بريطانيون خلال معظم أعمال مشروع مانهاتن ضمن المساهمة البريطانية في المشروع. اعتبرت الحكومة البريطانية الأسلحة النووية اكتشافًا مشتركًا، لكن منع قانون الطاقة الذرية الأمريكي لعام 1946 (المعروف باسم قانون ماكماهون) الدول الأخرى -بما فيها المملكة المتحدة- من الحصول على معلومات عن الأسلحة النووية. استأنفت المملكة المتحدة مشروعها الخاص، المعروف حاليًا باسم أبحاث شديدة الانفجار، خوفًا من فقدان بريطانيا لمكانتها باعتبارها دولة كبرى. في الثالث من أكتوبر عام 1952، فُجرت قنبلة ذرية في جزر مونت بيلو في غرب أستراليا خلال عملية الإعصار. اختُبر أحد عشر سلاحًا نوويًا آخر في أستراليا على مدار العقد التالي، من ضمنها سبعة اختبارات نووية بريطانية في مارالينغا في عامي 1956 و1957.
برهن البرنامج البريطاني للقنابل الهيدروجينية قدرة بريطانيا على إنتاج أسلحة نووية حرارية في اختبارات أوبريشن غرابيل النووية في المحيط الهادئ، ما أدى إلى تعديل قانون ماكماهون. تعاون البلدان على نطاق واسع بشأن قضايا الأمن النووي منذ عقد اتفاقية الدفاع المشترك بين الولايات المتحدة الأمريكية والمملكة المتحدة في عام 1958. انطوت العلاقة النووية الخاصة بين البلدين على تبادل لبيانات علمية سرية ومواد انشطارية مثل اليورانيوم 235 والبلوتونيوم. لم يكن لدى المملكة المتحدة برنامج لتطوير نظام توصيل مستقل منذ إلغاء برنامج بلو ستريك في عام 1960. عوضًا عن هذا، اشترت أنظمة توصيل أمريكية لاستخدامها لصالحها، وزودتها برؤوس حربية مصممة ومصنعة بواسطة مؤسسة الأسلحة الذرية بالمملكة المتحدة. زودت الولايات المتحدة الأمريكية المملكة المتحدة بصواريخ بولاريس وتكنولوجيا الغواصات النووية بموجب إتفاقية بيع بولاريس عام 1963. زودت الولايات المتحدة الأمريكية سلاح الجو الملكي وجيش الراين البريطاني بالأسلحة النووية بموجب إتفاقية مشروع إي (بالإنجليزية: Project E) حتى عام 1992. كانت الطائرات الأمريكية ذات القدرة النووية متمركزة في المملكة المتحدة منذ عام 1949، لكن سُحبت آخر الأسلحة النووية الأمريكية في عام 2006.
في عام 1982، عُدلت اتفاقية بيع بولاريس لتسمح للمملكة المتحدة شراء قذائف ترايدنت 2. بعدما سحبت المملكة المتحدة قنابلها التكتيكية من طراز (دبليو إي 177) في عام 1998، لم يتبقَّ من أنظمة الأسلحة النووية التشغيلية في الخدمة البريطانية سوى نظام ترايدنت. يتألف نظام التوصيل من أربع غواصات فانغارد متمركزة في قاعدة صاحبة الجلالة البحرية في اسكتلندا. أمكن تسليح كل غواصة حتى ست عشرة قذيفة من قذائف ترايدنت 2. يحمل كلٌ منها رؤوسًا حربية تصل إلى ثمانٍ من مركبات إعادة الدخول المتعددة المستهدِفة بشكل مستقل. مع وجود غواصة دورية واحدة على الأقل بشكل دائم، تؤدي غواصات فانغارد دورًا استراتيجيًا رادعًا، ولديها أيضًا قدرة شبه إستراتيجية.

## التاريخ

### سبائك الأنابيب
اكتشف جيمس تشادويك النيوترون في مختبر كافندش بجامعة كامبريدج في فبراير 1932. في أبريل 1932، شطر زميلاه في المختبر، جون كوكروفت وإيرنست والتون، ذرات الليثيوم باستخدام البروتونات المعجلة. في ديسمير 1938، صدم كل من أوتو هان وفريتز ستراسمان بمختبر هان في برلين دالم اليورانيوم بالنيوترونات البطيئة، واكتشفوا إنتاج الباريوم عن هذه العملية. راسل هان زميلته ليز مايتنر، التي تبين لها مع ابن أخيها أوتو فريتش انشطار نواة اليورانيوم، وهو استنتاج نشراه في مجلة نيتشر العلمية عام 1939. بالتماثل مع انقسام الخلايا البيولوجية، أطلقا على العملية اسم «الانشطار».
أثار اكتشاف الانشطار احتمالية تخليق قنبلة ذرية غاية في القوة. كان المصطلح مألوفًا بالفعل لدى العامة من البريطانيين من خلال كتابات هربرت جورج ويلز، بقنبلة مستمرة الانفجار في روايته العالم يتحرر عام 1913. كُلف جورج باغيت طومسون، من كلية لندن الإمبراطورية، ومارك أوليفانت -هو فيزيائي أسترالي بجامعة برمنغهام- بإجراء سلسلة من التجارب على اليورانيوم. فوَّض أوليفانت تلك المهمة إلى عالمين من اللاجئين الألمان، رودولف بيرلز وفريتش، اللذين لم يتمكنا من العمل على مشاريع الجامعة السرية مثل الرادار نظرًا إلى كونهما من الأجانب الأعداء، ويفتقران إلى التصريح الأمني اللازم. احتسبا الكتلة الحرجة لكرة معدنية من اليورانيوم 235 الخالص، ووجدا أنه بدلًا من استخدام الأطنان -كما افترض الجميع- فإن ما لا يزيد عن واحد إلى عشرة كيلوغرامات (2.2 إلى 22.0 رطلًا) سيكون كافيًا، منفجرًا بقوة تعادل قوة آلاف الأطنان من الديناميت.
أخذ أوليفانت مذكرة فريتش بيريلز إلى السير هنري تيزارد، رئيس لجنة تيزارد، وأُنشئت لجنة مود (بالإنجليزية: MAUD Committee) للتحقيق بشكل أوسع. وجهت اللجنة جهدًا بحثيًا مكثفًا، وأصدرت في يوليو عام 1941 تقريرين شاملين توصلا إلى أن القنبلة الذرية لم تكن ممكنة من الناحية التقنية فحسب، بل كان ممكنًا إنتاجها قبل انتهاء الحرب، ربما في فترة قصيرة لا تتجاوز عامين. أوصت اللجنة بالإجماع بمتابعة تطوير قنبلة ذرية على وجه السرعة، رغم إدراكها أن الموارد المطلوبة قد تتعدى الموارد المتاحة لبريطانيا. أُنشئت إدارة جديدة عُرفت باسم سبائك الأنابيب لتنسيق هذا الجهد. أصبح السير جون أندرسون -رئيس المجلس- الوزير المسؤول، وعُين والاس أكرز من شركة إمبريال للصناعات الكيميائية مديرًا لسبائك الأنابيب.

### مشروع مانهاتن
في يوليو 1940، عرضت بريطانيا على الولايات المتحدة الأمريكية الفرصة للوصول إلى أبحاثها العلمية، وأطلع جون كوكروفت من بعثة تيزارد العلماء الأمريكان على التطورات البريطانية. اكتشف أن المشروع الأمريكي إس-1 (الذي أُعيدت تسميته فيما بعد بمشروع مانهاتن) أصغر من المشروع البريطاني، وليس متقدمًا بما يكفي. تبادل المشروعان البريطاني والأمريكي المعلومات، لكنهما لم يوحدا جهودهما في البداية. لم يرد المسؤولون البريطانيون على العرض الأمريكي المقدم في أغسطس 1941 لبدء مشروع مشترك. في نوفمبر 1941، صعّد فريدريك إل. هوفدي، رئيس مكتب الاتصال في لندن التابع للمكتب الأمريكي للبحث والتنمية (أو إس أر دي)، مسألة التعاون وتبادل المعلومات مع أندرسون واللورد تشيرويل، اللذين أبديا رفضهما، بحجة وجود مخاوف وتحفظات بشأن الأمن الأمريكي. ولسخرية القدر، اختُرق المشروع البريطاني بالفعل بواسطة جواسيس نووية لصالح الاتحاد السوفيتي.
لم يكن لدى المملكة المتحدة القوى العاملة أو الموارد اللازمة كالتي لدى الولايات المتحدة، وعلى الرغم من بدايتها المبكرة الواعدة، فسرعان ما تراجع مشروع سبائك الأنابيب أمام نظيره الأمريكي وتضاءل أمامه. في 30 يوليو 1942، نصح أندرسون ونستون تشرشل، رئيس الوزراء، قائلًا: «تجب علينا مواجهة حقيقة تضاؤل قيمة... عملنا الرائد... وإذا لم نركز مجهوداتنا عليه بسرعة، سيتفوق علينا غيرنا ويتخطانا. لدينا الآن مساهمة حقيقية في عملية الدمج. قريبًا سيكون لدينا القليل أو لا شيء».
فكر البريطانيون في إنتاج قنبلة ذرية دون مساعدة الأمريكان، لكن تطلب هذا أولوية عظمى، وتعطيلًا لا مفر منه لمشاريع أخرى وقت الحرب، وكان من غير المرجح أن يتجهز المشروع في الوقت المناسب للتأثير على نتيجة الحرب في أوروبا. كان الرد بالإجماع أنه قبل البدء في هذا الأمر، لا بد من بذل جهد آخر لضمان التعاون الأمريكي.

## وصلات خارجية
- «محمد امين طبيلة» سياسة حظر التجارب النووية واعتباراتها.. goodreads، مصر